# Spatularia
Spatularia là một chi thực vật có hoa trong họ Saxifragaceae.